# Полет 2265 на „Чайна Еърлайнс“
Полет 2265 „Чайна Еърлайнс“ е редовен вътрешен пътнически полет от летище „Тайпей Сонгшан“, Тайпе, до летище „Пенху“, Пенху, Тайван, управляван от „Чайна Еърлайнс“. На 16 февруари 1986 г. самолетът „Боинг 737-281“, който изпълнява полета, изчезва, след като екипажът инициира прекратяване на кацането на летище „Пенху“ в Тайван. Няколко седмици по-късно машината е открита на морското дъно, на 19 км северно от острова. Потвърдена е смъртта на всички 6 пътници и 7 членове на екипажа на борда. Това е същият самолет, който е отвлечен през 1978 г., докато лети по маршрута на полет 831 на „Чайна Еърлайнс“.
Пенсиониран сержант от Въоръжените сили на Република Китай, който участва в спасителната операция, обяснява, че информацията за катастрофата е смесена и противоречива, с различни източници и разкази на очевидци. Тъй като самолетът се разпада при удара в морето, е известно, че някои жители на остров Няо чуват експлозия и съобщават на съответните власти. Военноморските и военновъздушните сили провеждат едновременни претърсвания, но не откриват разлив на петрол, нито отломки или останки, които да плават в морето.
Инцидентът става на островите Пенху, район, известен като „Бермудските острови на Тайван“ поради честите авиокатастрофи от 1967 г. насам. В допълнение към тази катастрофата други големи авиокатастрофи в района на Пенху включват тези при полет 825 на „Чайна Еърлайнс“ (1971 г.), полет 611 на „Чайна Еърлайнс“ (2002 г.), полет 791 на „ТрансЕйжа Еъруейс“ (2002 г.) и полет 222 на „ТрансЕйжа Еъруейс“ (2014 г.).